# Steel Vengeance
Cet article concerne les montagnes russes. Pour le cinquième album de Y and T, voir Mean Streak.
Steel Vengeance, anciennement connues sous le nom Mean Streak, sont des montagnes russes du parc Cedar Point, localisées à Sandusky, dans l'Ohio, aux États-Unis.

## Histoire
Construit à l'origine par Dinn Corporation, Mean Streak a ouvert ses portes au public le 11 mai 1991, dans la zone Frontiertown,. Il était alors le plus grand circuit de montagnes russes en bois au monde avec la plus grande hauteur de chute. Mean Streak était l'une des onze montagnes russes conçus et fabriquée par Dinn Corporation avant que la compagnie ne fasse faillite en 1992. La construction de l'attraction a coûté 7,5 millions de dollars,,.
Après plus de 25 ans d'exploitation, Cedar Point a fermé Mean Streak le 16 septembre 2016,. À la suite de sa fermeture, des rumeurs non confirmées ont révélé que les montagnes russes étaient en cours de rénovation par Rocky Mountain Construction (RMC), un constructeur bien connu pour ses travaux de restauration des montagnes russes existantes. La société a remis à neuf et, dans de nombreux cas, complètement transformé d'autres montagnes russes en bois avec les applications de l'une de ses deux technologies brevetées: I-Box et Topper Track.
Steel Vengeance a ouvert au public le 5 mai 2018.

## Statistiques
| Statistiques | Mean Streak       | Steel Vengeance             |
| ------------ | ----------------- | --------------------------- |
| Année        | 1991–2016         | 2018–présent                |
| Constructeur | Dinn Corporation  | Rocky Mountain Construction |
| Designer     | Curtis D. Summers | Alan Schilke                |
| Type de voie | Bois              | Métal                       |
| Hauteur      | 49 m              | 62 m                        |
| Chute        | 47 m              | 61 m                        |
| Longueur     | 1 654 m           | 1 750 m                     |
| Vitesse      | 105 km/h          | 119 km/h                    |
| Durée        | 3:13              | 2:30                        |
| Inversions   | 0                 | 4                           |

## Records
Steel Vengeance a battu 10 records du monde à son ouverture.
- Les plus hautes montagnes russes hybrides au monde avec une hauteur de 62 mètres.
- Les montagnes russes hybrides les plus rapides du monde à 119 km/h.
- La chute la plus raide au monde sur des montagnes russes hybrides avec 90 degrés.
- La plus longue chute au monde sur des montagnes russes hybrides avec 61 mètres.
- Le plus long parcours de montagnes russes hybrides au monde avec 1 750 mètres.
- Le plus grand nombre d'inversions sur des montagnes russes hybrides (4 inversions).
- L'airtime pris avec le plus de vitesse sur des montagnes russes hybrides à 119 km/h.
- La durée cumulée d'airtime sur des montagnes russes hybrides avec 27,2 secondes.
- La durée cumulée d'airtime sur un circuit de montagne russes avec 27,2 secondes.
- Le premier roller coaster "hyper-hybride" au monde.

## Galerie

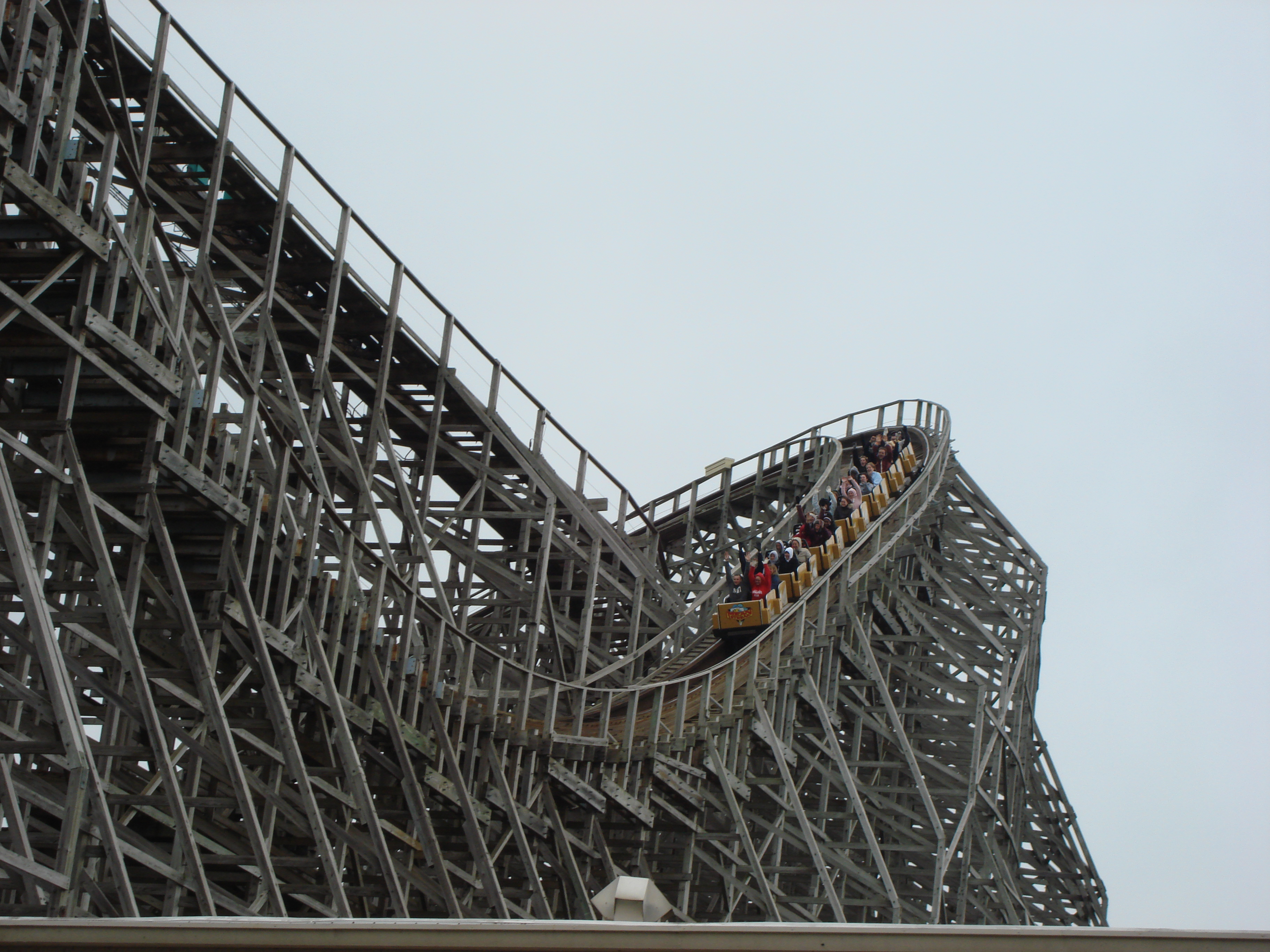
Train sur le parcours de Mean Streak.
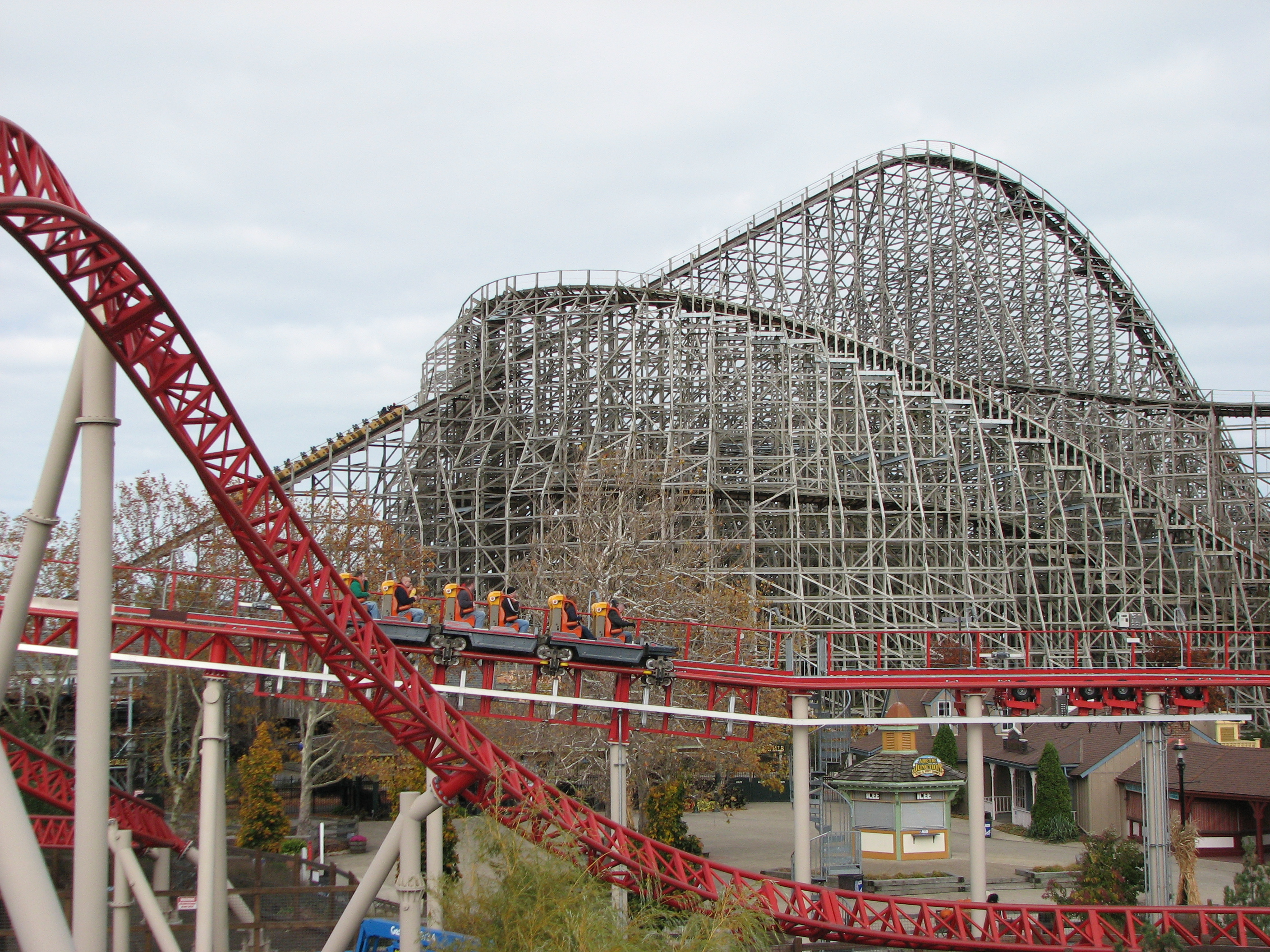
Mean Streak et Maverick.
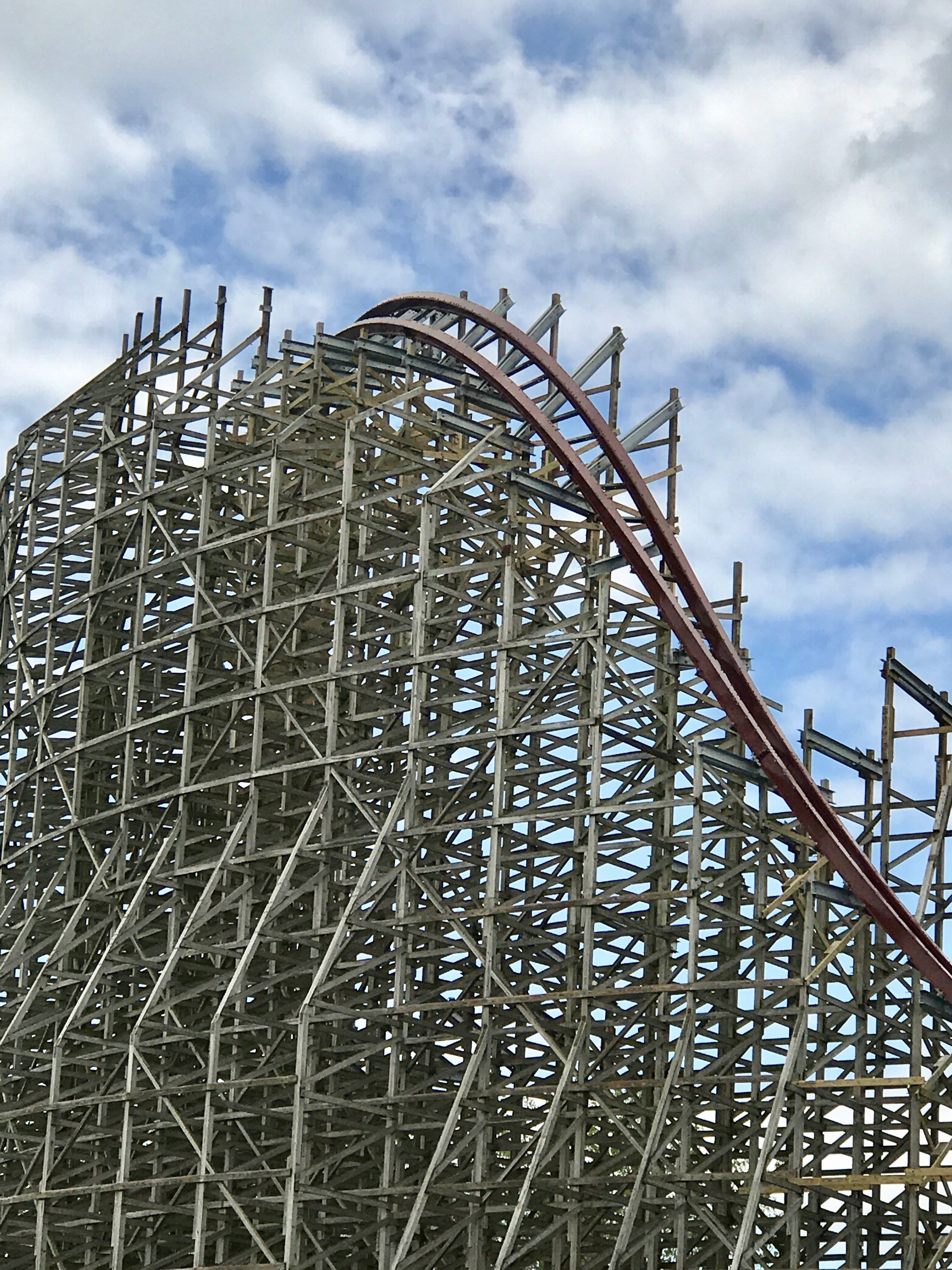
Rénovation par RMC.
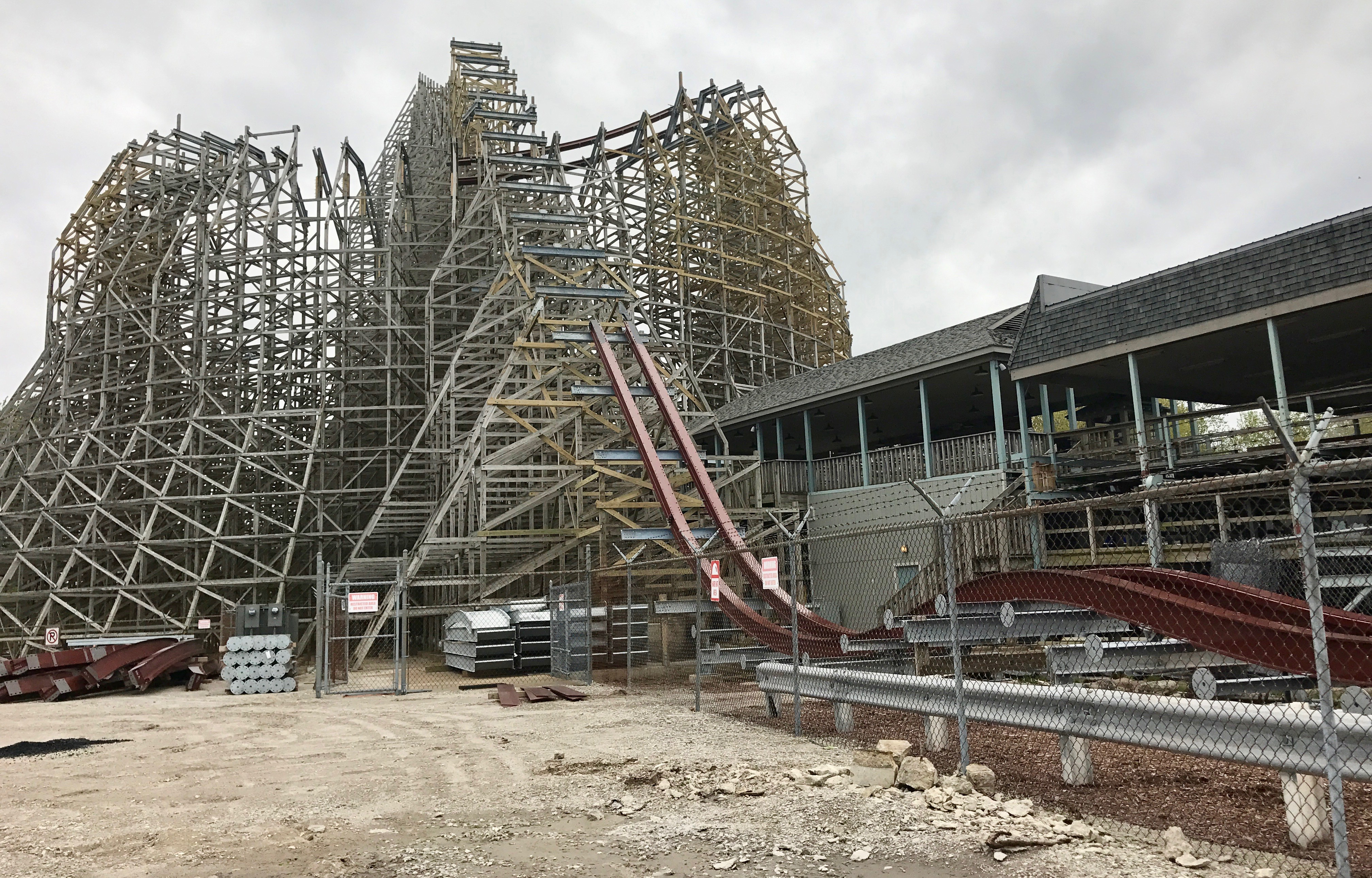
L'attraction pendant sa transformation en 2017.